# Pointe Europa
| Pointe Europa\| Localisation de la Guinée équatoriale en Afrique \| |
| Localisation de la Guinée équatoriale en Afrique                    |

| Localisation de la Guinée équatoriale en Afrique |

| Pointe Europa\| Localisation de la Guinée équatoriale en Afrique \| |
| Localisation de la Guinée équatoriale en Afrique                    |

| Localisation de la Guinée équatoriale en Afrique |

La pointe Europa (en espagnol Punta Europa, aussi appelée Punta Formosa et Punta los Frailes) est un cap située à l'extrême nord de l'île de Bioko, en Guinée équatoriale, dans la province de Bioko-Norte. C'est le point le plus au nord de la Région insulaire et de la Guinée équatoriale dans son ensemble. L'aéroport de Malabo se trouve à proximité. 